# بلوفتون (جورجيا)
بلوفتون (بالإنجليزية: Bluffton, Georgia)‏ هي بلدة تقع في مقاطعة كلاي، جورجيا بولاية جورجيا في الولايات المتحدة. تبلغ مساحتها 4.2 (كم²)، وترتفع عن سطح البحر 97 م، بلغ عدد سكانها 103 نسمة في عام 2010 حسب إحصاء مكتب تعداد الولايات المتحدة وتصل الكثافة السكانية فيها 28.1 نسمة/كم2.

## وصلات خارجية
- The US50 - Cities and Towns in Georgia State
- Georgia Cities and Towns, Facts, Map, Flag, Colleges, Government, and More